# Gerrit Swaan
Gerrit Swaan (Amsterdam, 31 juli 1925 – Nieuwegein, 7 januari 2008)  was een Nederlands politicus van de CHU en later het CDA.
Op jonge leeftijd ging hij als administrateur werken bij de N.V. Watertransportmaatschappij Rijn-Kennemerland in Jutphaas. Eind jaren 50 werd Swaan voor de CHU gemeenteraadslid in die gemeente en rond 1965 werd hij daar wethouder. Op 1 juli 1971 fuseerden de gemeenten Jutphaas en Vreeswijk tot Nieuwegein waar hij eveneens wethouder werd. In februari 1976 volgde zijn benoeming tot burgemeester van Koudekerk aan den Rijn wat Swaan zou blijven tot hij in 1985 vervroegd met pensioen ging. Daarna keerde hij terug naar Nieuwegein waar hij begin 2008 op 82-jarige leeftijd overleed.